# Liste der Bodendenkmale in Clenze
In der Liste der Bodendenkmale in Clenze sind alle Bodendenkmale der niedersächsischen Gemeinde Clenze aufgelistet. Die Quelle ist der Denkmalatlas Niedersachsen. Der Stand der Liste ist der 24. Juni 2024.

## Allgemein
In den Spalten finden sich folgende Informationen des Bodendenkmales :
- Lage        : geographische Koordinaten
- Bezeichnung : Bezeichnung lt. Denkmalatlas
- Beschreibung: Beschreibung lt. Denkmalatlas
- ID          : Objekt-ID
- Bild        : Bild, ggf. zusätzlich mit Link zu weiteren Fotos im Medienarchiv Wikimedia Commons.

## Beseland
| Lage                         | Bezeichnung          | Beschreibung | ID                              | Bild |
| ---------------------------- | -------------------- | --- | ------------------------------- | ---- |
| 52° 57′ 47″ N, 10° 56′ 56″ O | Beseland 1, Landwehr | Ehem. Länge der Landwehr in der Gmkg. Beseland ca. 650 m. Südlicher Teil auf 130 m Länge zerstört, nördlicher Teil auf 500 m Länge gut erhalten: 2 parallele Wälle mit dazwischen liegendem Graben. Der östliche Wall hat eine Breite von ca. 8 m und eine Höhe von ca. 0,6 m, der westliche Wall hat eine Breite von ca. 5 m und eine Höhe bis 0,4 m. Graben-Breite 4-5 m, Tiefe ca. 1 m. Durch zwei moderne Wegedurchlässe gestört. | 35523196/1/-/ 28921427 35523196 | BW   |

## Braudel
Es handelt sich um die Großsteingräber bei Braudel.

| Lage                         | Bezeichnung              | Beschreibung | ID       | Bild |
| ---------------------------- | ------------------------ | --- | -------- | ---- |
| 52° 58′ 33″ N, 10° 53′ 42″ O | Braudel 1, Großsteingrab | Laut Sprockhoff (1929): „Rest einer Steinkammer in Richtung Nordwest-Südost in einem länglichen, 20 m langen und 10 m breiten Erdhügel, der bis zu 2 m ansteigt. Die Kammer wird etwa fünf Joche lang gewesen sein. Der nordwestliche Schlußstein der Schmalseite und der erste westliche Träger scheinen in situ zu stehen. Einwandfrei in situ ist auch noch ein Tragstein der östlichen Langseite, vielleicht auch noch der westliche Träger, auf dem eine der zwei vorhandenen Deckplatten ruht. Vollen Aufschluß über die ursprüngliche Anlage vermöchte nur eine Ausgrabung zu liefern“. Erdhügel jetzt 15 × 10 m, H. bis 1,5 m, ansonsten unverändert. | 28921182 |      |
| 52° 58′ 35″ N, 10° 53′ 47″ O | Braudel 2, Großsteingrab | Laut Sprockhoff (1929) „Rest einer Steinkammer in einem stattlichen, 1,5 m hohen, 15 m langen und 10 m breiten Hügel, der ungefähr Nord-Süd gelagert ist. Eine von Norden her erfolgte Eingrabung hat die Kammer zu erreichen getrachtet und hier zwei in situ stehende Tragsteine der östlichen Langseite freigelegt. Man kann annehmen, dass der Rest der Kammer noch im Hügel verborgen ist“. Heute weitgehend unverändert; der nördliche Bereich des Hügels ist aber nur noch 0,8 m hoch. Beschildert. | 28921184 |      |
| 52° 58′ 53″ N, 10° 54′ 31″ O | Braudel 3, Großsteingrab | | 28921183 |      |
| 52° 58′ 24″ N, 10° 52′ 51″ O | Braudel 4, Grabhügel     | Annähernd rund, Dm. ca. 6 m, H. ca. 0,7 m. | 36146948 | BW   |
| 52° 58′ 24″ N, 10° 52′ 51″ O | Braudel 5, Grabhügel     | Oval, etwa Nord-Süd-orientiert, 12 × 6 m, H. ca. 0,6 m. | 36146979 | BW   |
| 52° 58′ 23″ N, 10° 52′ 50″ O | Braudel 6, Grabhügel     | Annähernd rund, Dm. ca. 7 m, H. bis 0,7 m. | 36147031 | BW   |

### Braudel 7
ID:28921839
Die bereits 1895 beschriebenen fünf Grabhügel liegen dicht beieinander in einer Reihe von Nordwest nach Südost. Ihr Durchmesser beträgt 5–7 m, die Höhe bis 0,6 m.

| Lage                         | Bezeichnung | Beschreibung                                                                                               | ID       | Bild |
| ---------------------------- | ----------- | --- | -------- | ---- |
| 52° 58′ 28″ N, 10° 52′ 47″ O | Braudel 7   | Annähernd rund, Dm. ca. 6,5 m, H. ca. 0,6 m. Tierbaue.                                                     | 35507808 | BW   |
| 52° 58′ 28″ N, 10° 52′ 48″ O | Braudel 8   | Annähernd rund, Dm. ca. 7 m, H. ca. 0,6 m.                                                                 | 35507819 | BW   |
| 52° 58′ 28″ N, 10° 52′ 48″ O | Braudel 9   | Annähernd rund, Dm. ca. 7 m, H. bis 0,6 m. Alte, verwachsene Eingrabung im Zentrum.                        | 35507825 | BW   |
| 52° 58′ 28″ N, 10° 52′ 48″ O | Braudel 10  | Annähernd rund, Dm. ca. 5,5 m, H. ca. 0,5 m. Über den nördlichen Hügelbereich verläuft eine Wald-Schneise. | 35507841 | BW   |
| 52° 58′ 28″ N, 10° 52′ 48″ O | Braudel 11  | Annähernd rund, Dm. ca. 5 m, H. ca. 0,5 m.                                                                 | 35507855 | BW   |

## Clenze
| Lage                         | Bezeichnung        | Beschreibung | ID                              | Bild |
| ---------------------------- | ------------------ | --- | ------------------------------- | ---- |
| 52° 55′ 59″ N, 10° 57′ 16″ O | Clenze 6, Burg     | Die Kirche von Clenze liegt auf einer steil aufragenden, annähernd runden Anhöhe von ca. 52 m Dm. (Außenmaß) und 5 m Höhe; Die Kuppe ist nahezu plan, Dm. ca. 47 m. Laut Untersuchungen von B. Wachter lag hier einst eine Burg mit einem Innenmaß von 30 × 36 m. Eine kleine Probegrabung legte einen slawischen Holzerdewall frei, der nach außen von einer Doppelpalisade geschützt war und dessen Innenfuß von einer senkrecht aufsteigenden Spaltbohlenwand gebildet wurde. Zum Innenraum schloss sich ein eingetieftes Haus mit Herdstelle an. Wall und untere Siedlungsschicht datieren in das 8./9. Jh. | 28921181                        | BW   |
| 52° 57′ 30″ N, 10° 56′ 44″ O | Clenze 7, Landwehr | Von der Landwehr, die in der Gmkg. Clenze eine ehem. Länge von ca. 800 m hatte, ist nur ein Teilstück von ca. 90 m Länge im Wald erhalten. Vorhanden ist ein mächtiger Landwehrgraben von 5 m Br. und ca. 1,5 m Tiefe. Die Wälle beiderseits sind bei 5 m Br. mit ca. 0,3 m H. nur schwach ausgeprägt und am S-Ende über 20 m gar nicht mehr erkennbar. | 35523125/1/-/ 28921430 35523125 | BW   |

## Corvin
| Lage                       | Bezeichnung        | Beschreibung | ID                              | Bild |
| -------------------------- | ------------------ | --- | ------------------------------- | ---- |
| 52° 57′ 1″ N, 10° 56′ 2″ O | Korvin 1, Landwehr | Die Landwehrabschnitte in den Gemarkungen Korvin FStNr. 1,... gehören zu einem mit großer Wahrscheinlichkeit gegen Osten (Altmark) gerichteten, teilweise mehrfach gestaffelten Landwehrsystem, das um 1776 noch weitgehend im Gelände vorhanden gewesen zu sein scheint. Möglicherweise schloss es ursprünglich im Südwesten auch noch an eine Landwehr in der Gmkg. Dalldorf. Ldkr. Uelzen, an. Die Nord-Südausdehnung des Systems betrug mehr als 7 km, es reichte von den bewaldeten Hängen des Drawehn östlich von Gohlau bis an die Niederung des Clenzer Baches südlich von Korvin. | 35522895/1/-/ 28921428 35522895 | BW   |

### Corvin 5
ID:28920585
Grabhügelfeld

| Lage                         | Bezeichnung | Beschreibung                                                                                            | ID       | Bild |
| ---------------------------- | ----------- | --- | -------- | ---- |
| 52° 57′ 13″ N, 10° 56′ 11″ O | Korvin 5    | Annähernd rund, Dm. ca. 8 m, H. 0,8 m. Nördlicher Randbereich etwas angeschnitten.                      | 35509035 | BW   |
| 52° 57′ 13″ N, 10° 56′ 13″ O | Korvin 6    | Annähernd rund, Dm. ca. 10 m, H. ca. 0,8 m, Gelände nach Süden weiter fallend. Einkuhlung im Nordosten. | 35509053 | BW   |
| 52° 57′ 13″ N, 10° 56′ 14″ O | Korvin 7    | Annähernd rund, Dm. 10 m, H. 0,8 m. Längliche Kuppenmulde.                                              | 35509065 | BW   |
| 52° 57′ 13″ N, 10° 56′ 15″ O | Korvin 8    | Annähernd rund. Dm, 11 m, H. bis 1,0 m. Einkuhlungen an der Oberfläche.                                 | 35509071 | BW   |
| 52° 57′ 13″ N, 10° 56′ 15″ O | Korvin 9    | Annähernd rund, Dm. 7 m, H. bis 0,6 m.                                                                  | 35509079 | BW   |
| 52° 57′ 14″ N, 10° 56′ 16″ O | Korvin 10   | Annähernd rund, Dm. 7 m, H. ca. 0,7 m.                                                                  | 35509085 | BW   |
| 52° 57′ 13″ N, 10° 56′ 16″ O | Korvin 11   | Annähernd rund, Dm. 4 m, H. bis 0,3 m.                                                                  | 35509091 | BW   |
| 52° 57′ 13″ N, 10° 56′ 16″ O | Korvin 12   | Annähernd rund, Dm. 5 m, H. 0,4 m.                                                                      | 35509104 | BW   |
| 52° 57′ 13″ N, 10° 56′ 16″ O | Korvin 13   | Annähernd rund, Dm. ca. 4 m, H. ca. 0,3 m. Eindellung im Nordosten.                                     | 35509112 | BW   |
| 52° 57′ 14″ N, 10° 56′ 14″ O | Korvin 14   | Annähernd rund, Dm. 5 m, H. ca. 0,3 m.                                                                  | 35509125 | BW   |
| 52° 57′ 14″ N, 10° 56′ 14″ O | Korvin 15   | Annähernd rund. Dm. 6,5 m, H. bis 0,5 m.                                                                | 35509131 | BW   |
| 52° 57′ 14″ N, 10° 56′ 14″ O | Korvin 16   | Annähernd rund, Dm. 6,5 cm, H. bis 0,5 m.                                                               | 35509144 | BW   |
| 52° 57′ 14″ N, 10° 56′ 14″ O | Korvin 17   | Annähernd rund, Dm. ca. 7 m, H. 0,6 m.                                                                  | 35509150 | BW   |
| 52° 57′ 14″ N, 10° 56′ 13″ O | Korvin 19   | Annähernd rund, Dm. ca. 7 m, H. bis 0,6 m; Kuppenmulde.                                                 | 35509163 | BW   |
| 52° 57′ 13″ N, 10° 56′ 12″ O | Korvin 20   | Annähernd rund, Dm. ca. 5 m, H. bis 0,4 m.                                                              | 35509169 | BW   |
| 52° 57′ 13″ N, 10° 56′ 13″ O | Korvin 21   | Annähernd rund, Dm. ca. 6 m, H. ca. 0,4 m. Alte Abgrabung im nordöstlichen Randbereich.                 | 35509182 | BW   |

## Gransted

### Granstedt 1
ID:28906519
Grabhügelfeld

| Lage                        | Bezeichnung  | Beschreibung | ID       | Bild |
| --------------------------- | ------------ | --- | -------- | ---- |
| 52° 57′ 47″ N, 11° 0′ 37″ O | Granstedt 1  | Annähernd rund im Durchmesser von ca. 9 m und einer Höhe von ca. 1 m. Kuppenmulde sowie weitere Einkuhlungen an der Oberfläche; am Ost-Rand Parzellengraben. | 35888541 | BW   |
| 52° 57′ 47″ N, 11° 0′ 38″ O | Granstedt 2  | Annähernd rund, Dm. ca. 11 m, H. ca. 1 m. Einkuhlung an der Oberfläche; Tierbaue.                                                                            | 35888560 | BW   |
| 52° 57′ 47″ N, 11° 0′ 36″ O | Granstedt 3  | Rund, Dm. ca. 9 m, H. ca. 0,8 m, alte Suchschnitte etwa von Nord nach Süd. Im Süden von Fahrzeugspur leicht angeschnitten.                                   | 35888572 | BW   |
| 52° 57′ 47″ N, 11° 0′ 35″ O | Granstedt 4  | Annähernd rund, Dm. ca. 5 m, H. ca. 0,5 m. Alte Einkuhlung am Nord-Rand.                                                                                     | 35888584 | BW   |
| 52° 57′ 47″ N, 11° 0′ 36″ O | Granstedt 5  | Rund, Dm. 6 m, H. bis 0,8 m. Kuppenmulde. | 35888603 | BW   |
| 52° 57′ 47″ N, 11° 0′ 36″ O | Granstedt 6  | Rund, Dm. 4,5 m, H. ca. 0,3 m. Über den Hügel verläuft Fahrspur.                                                                                             | 35888616 | BW   |
| 52° 57′ 46″ N, 11° 0′ 36″ O | Granstedt 7  | Annähernd oval, Dm. 8 × 6 m, H. bis 0,5 m; am Rand längliche Einkuhlung.                                                                                     | 35888628 | BW   |
| 52° 57′ 45″ N, 11° 0′ 35″ O | Granstedt 8  | Annähernd rund, Dm. ca. 9 m, H. bis 1 m, hochgewölbt. | 35888640 | BW   |
| 52° 57′ 46″ N, 11° 0′ 35″ O | Granstedt 9  | Annähernd rund, Dm. ca. 5 m, H. bis 0,3 m; am Nordwest-Rand Einkuhlung.                                                                                      | 35888652 | BW   |
| 52° 57′ 46″ N, 11° 0′ 34″ O | Granstedt 10 | Annähernd rund, Dm. ca. 4,5 m, H. bis 0,4 m; im Norden Einkuhlung.                                                                                           | 35888664 | BW   |
| 52° 57′ 46″ N, 11° 0′ 35″ O | Granstedt 11 | Annähernd rund, Dm. ca. 7 m, H. bis 0,7 m. | 35888688 | BW   |
| 52° 57′ 46″ N, 11° 0′ 34″ O | Granstedt 12 | Rund, Dm. 4 m, H. bis 0,4 m; Kuppenmulde. | 35888676 | BW   |
| 52° 57′ 46″ N, 11° 0′ 34″ O | Granstedt 13 | Annähernd rund, Dm. ca. 5 m, H. ca. 0,3 m; am Nord-Rand Einkuhlung.                                                                                          | 35888700 | BW   |
| 52° 57′ 47″ N, 11° 0′ 34″ O | Granstedt 14 | Annähernd rund, Dm. ca. 9 m, H. bis 1,0 m; flache Kuppenmulde.                                                                                               | 35888712 | BW   |
| 52° 57′ 47″ N, 11° 0′ 34″ O | Granstedt 15 | Rund, Dm. 8,5 m, H. 1,0 m, Kuppe abgeflacht. | 35888724 | BW   |
| 52° 57′ 47″ N, 11° 0′ 34″ O | Granstedt 16 | Ehemals annähernd rund, Dm. ca. 7,5 m, H. bis 0,7 m; Nordwest-Bereich abgetragen.                                                                            | 35888750 | BW   |
| 52° 57′ 46″ N, 11° 0′ 33″ O | Granstedt 17 | Annähernd rund, Dm. ca. 7,5 m, H. ca. 0,6 m; flache Kuppenmulde.                                                                                             | 35888762 | BW   |
| 52° 57′ 46″ N, 11° 0′ 33″ O | Granstedt 18 | Annähernd rund, Dm. 5 m, H. bis 0,3 m. | 35888774 | BW   |
| 52° 57′ 47″ N, 11° 0′ 33″ O | Granstedt 19 | Annähernd rund, Dm. 11 m, H. bis 0,8 m; flache Kuppenmulde.                                                                                                  | 35888789 | BW   |
| 52° 57′ 47″ N, 11° 0′ 33″ O | Granstedt 20 | Annähernd rund, Dm. ca. 7 m, H. ca. 0,5 m. | 35888802 | BW   |
| 52° 57′ 46″ N, 11° 0′ 32″ O | Granstedt 21 | Annähernd rund, Dm. ca. 10 m, H. ca. 0,9 m; Tierbaue. | 35888815 | BW   |
| 52° 57′ 46″ N, 11° 0′ 31″ O | Granstedt 22 | Annähernd rund, Dm. ca. 4,5 m, H. ca. 0,3 m. | 35888827 | BW   |
| 52° 57′ 48″ N, 11° 0′ 33″ O | Granstedt 23 | Annähernd rund, Dm. ca. 10 m, H. bis 0,5 m. Im Zentrum längliche Einkuhlung.                                                                                 | 35888841 | BW   |
| 52° 57′ 48″ N, 11° 0′ 32″ O | Granstedt 24 | Annähernd rund, Dm. 10 m, H. bis 1,0 m. An der Oberfläche Einkuhlungen mit einem Granitstein.                                                                | 35888868 | BW   |
| 52° 57′ 48″ N, 11° 0′ 32″ O | Granstedt 25 | Rund, Dm. 8 m, H. bis 0,8 m; flache Kuppenmulde. | 35888880 | BW   |
| 52° 57′ 48″ N, 11° 0′ 32″ O | Granstedt 26 | Annähernd rund, Dm. ca. 10 m, H. bis 0,5 m; im Zentrum längliche Auskuhlung.                                                                                 | 35888903 | BW   |
| 52° 57′ 48″ N, 11° 0′ 31″ O | Granstedt 27 | Annähernd rund, Dm. ca. 9 m, H. bis 0,8 m. Kopfstich von 1,5 m Dm. und 0,4 m T.; Tierbau.                                                                    | 35888923 | BW   |
| 52° 57′ 47″ N, 11° 0′ 32″ O | Granstedt 28 | Annähernd rund, Dm. 11 m, H. bis 0,8 m; im Zentrum vier Einkuhlungen.                                                                                        | 35889116 | BW   |
| 52° 57′ 48″ N, 11° 0′ 31″ O | Granstedt 29 | Annähernd rund, Dm. ca. 8 m, H. bis 0,7 m; Oberfläche zergraben.                                                                                             | 35889128 | BW   |
| 52° 57′ 48″ N, 11° 0′ 31″ O | Granstedt 30 | Annähernd rund, Dm. ca. 7 m, H. ca. 0,6 m. | 35889140 | BW   |
| 52° 57′ 47″ N, 11° 0′ 30″ O | Granstedt 31 | Annähernd rund, Dm. ca. 6 m, H. bis 0,3 m. | 35889152 | BW   |
| 52° 57′ 46″ N, 11° 0′ 30″ O | Granstedt 32 | Annähernd rund, Dm. ca. 8 m, H. bis 0,6 m. | 35889171 | BW   |
| 52° 57′ 46″ N, 11° 0′ 30″ O | Granstedt 33 | Annähernd rund, Dm. ca. 8 m, H. ca. 0,5 m. | 35889185 | BW   |
| 52° 57′ 47″ N, 11° 0′ 30″ O | Granstedt 34 | Rund, Dm. 6 m, H. bis 0,6 m; Kuppenmulde. | 35889197 | BW   |
| 52° 57′ 48″ N, 11° 0′ 30″ O | Granstedt 35 | Annähernd rund, Dm. 8,5 m, H. ca. 0,6 m. Im Südwesten alte Sandentnahme von 1,5 m Dm., 0,2 m T. Einsenkung zum östlich liegenden Grabhügel FStNr. 36.        | 35889209 | BW   |
| 52° 57′ 48″ N, 11° 0′ 30″ O | Granstedt 36 | Annähernd rund, Dm. 6 m, H. bis 0,6 m. Einkuhlungen an der Oberfläche, Einsenkung zum westlich benachbarten Grabhügel FStNr. 35.                             | 35889221 | BW   |
| 52° 57′ 49″ N, 11° 0′ 32″ O | Granstedt 37 | Rund, Dm. 7 m, H. bis 0,5 m. | 35889233 | BW   |
| 52° 57′ 49″ N, 11° 0′ 31″ O | Granstedt 38 | Annähernd rund, Dm. ca. 8 m, H. bis 0,6 m. | 35889252 | BW   |
| 52° 57′ 49″ N, 11° 0′ 31″ O | Granstedt 39 | Annähernd rund, Dm. 7,5 m, H. ca. 0,5 m. | 35889264 | BW   |
| 52° 57′ 49″ N, 11° 0′ 31″ O | Granstedt 40 | Ehemals rund, Dm. ca. 7,5 m, H. bis 0,6 m. Im zentralen bis südlichen Bereich ausgekoffert.                                                                  | 35889276 | BW   |
| 52° 57′ 51″ N, 11° 0′ 30″ O | Granstedt 41 | Annähernd rund, Dm. 8 m, H. ca. 0,6 m; Kuppenmulde. | 35889288 | BW   |
| 52° 57′ 50″ N, 11° 0′ 30″ O | Granstedt 42 | Rund, Dm. 6,5 m, H. 0,5 m; im Zentrum längliche Einkuhlung.                                                                                                  | 35889300 | BW   |
| 52° 57′ 50″ N, 11° 0′ 30″ O | Granstedt 43 | Annähernd rund, Dm. ca. 10 m, H. 0,5 m | 35889312 | BW   |
| 52° 57′ 49″ N, 11° 0′ 29″ O | Granstedt 44 | Annähernd rund, Dm. ca. 8 m, H. bis 0,5 m. | 35889324 | BW   |
| 52° 57′ 49″ N, 11° 0′ 30″ O | Granstedt 45 | Rund, Dm. 6 m, H. 0,5 m. | 35889336 | BW   |
| 52° 57′ 49″ N, 11° 0′ 31″ O | Granstedt 46 | Annähernd rund, Dm. 7 m, H. ca. 0,4 m. | 35889361 | BW   |
| 52° 57′ 49″ N, 11° 0′ 31″ O | Granstedt 47 | Rund, Dm. 8,5 m, H. ca. 0,6 m; im Zentrum längliche Einkuhlung.                                                                                              | 35889373 | BW   |
| 52° 57′ 50″ N, 11° 0′ 31″ O | Granstedt 48 | Rund, Dm. 9 m, H. ca. 0,8 m; ausgeprägte Kuppenmulde. | 35889385 | BW   |
| 52° 57′ 50″ N, 11° 0′ 31″ O | Granstedt 49 | Annähernd rund, Dm. 9 m, H. 0,8 m; Kuppenmulde. | 35889397 | BW   |
| 52° 57′ 50″ N, 11° 0′ 31″ O | Granstedt 50 | Annähernd rund, Dm. 5,5 m, H. ca. 0,4 m. | 35889409 | BW   |
| 52° 57′ 50″ N, 11° 0′ 32″ O | Granstedt 51 | Annähernd rund, Dm. ca. 10 m, H. 0,8 m; Oberfläche zergraben.                                                                                                | 35889427 | BW   |
| 52° 57′ 49″ N, 11° 0′ 33″ O | Granstedt 53 | Ehemals rund, Dm. ca. 11 m, H. bis 0,9 m. An Ost-Seite durch Forstspur angeschnitten.                                                                        | 35889451 | BW   |
| 52° 57′ 49″ N, 11° 0′ 32″ O | Granstedt 54 | Annähernd rund, Dm. ca. 7 m, H. bis 0,4 m; Einkuhlungen an der Oberfläche.                                                                                   | 35889463 | BW   |
| 52° 57′ 49″ N, 11° 0′ 33″ O | Granstedt 55 | Annähernd rund, Dm. ca. 5 m, H. bis 0,4 m. | 35889487 | BW   |
| 52° 57′ 49″ N, 11° 0′ 33″ O | Granstedt 56 | Annähernd rund, Dm. ca. 5 m, H. bis 0,4 m. | 35889499 | BW   |
| 52° 57′ 49″ N, 11° 0′ 33″ O | Granstedt 57 | Ehemals rund, Dm. ca. 10 m, H. bis 0,9 m; östliches Drittel abgetragen.                                                                                      | 35889511 | BW   |
| 52° 57′ 48″ N, 11° 0′ 33″ O | Granstedt 58 | Annähernd rund, Dm. ca. 10 m, H. ca. 1,0 m. Großer Tierbau im Zentrum.                                                                                       | 35889527 | BW   |
| 52° 57′ 48″ N, 11° 0′ 32″ O | Granstedt 59 | Annähernd rund, Dm. ca. 9 m, H. bis 1,0 m; Kuppenmulde. | 35889541 | BW   |
| 52° 57′ 48″ N, 11° 0′ 30″ O | Granstedt 60 | Annähernd rund, Dm. ca. 5 m, H. ca. 0,3 m. | 35889553 | BW   |
| 52° 57′ 48″ N, 11° 0′ 31″ O | Granstedt 65 | Annähernd rund, Dm. ca. 9 m. Großenteils abgetragen; Resthöhe noch bis 0,3 m mit abgeflachter Kuppe.                                                         | 35889565 | BW   |

## Meussliessen
| Lage                         | Bezeichnung               | Beschreibung                                                               | ID       | Bild |
| ---------------------------- | ------------------------- | -------------------------------------------------------------------------- | -------- | ---- |
| 52° 56′ 11″ N, 10° 52′ 10″ O | Meussliessen 6, Grabhügel | Flachgewölbt, deutlich abgesetzt, rund, Dm. 18 m, H. 0,5 m.; unbeschädigt. | 28920222 | BW   |

## Prezier-Wüste
| Lage                         | Bezeichnung                    | Beschreibung | ID       | Bild |
| ---------------------------- | ------------------------------ | --- | -------- | ---- |
| 52° 57′ 36″ N, 10° 54′ 29″ O | Prezier-Wüste 2, Großsteingrab | Laut Sprockhoff (1929) „Rest eines im Jahre 1912 zerstörten Hünenbettes in Richtung Nordwest-Südost. Ein bis zu 1 m hoher Erddamm ist noch bis auf 20 m Länge zu erkennen. Auf seiner langen Nordostseite steht ein Umfassungsstein in Situ, drei weitere sind nach außen gefallen. Bei der Aufnahme 1929 fanden sich zwei Träger der nordöstlichen Langseite der Kammer in situ, zwei gegenüberliegende und der südöstliche Abschlußstein umgestürzt, ein Deckstein nach außen verschleppt“. | 28907864 |      |
| 52° 57′ 24″ N, 10° 54′ 54″ O | Prezier-Wüste 3, Großsteingrab | Nach Sprockhoff (1929) „Rest eines Hünenbettes oder einer Steinkammer im Erdhügel. Erhalten war ein flacher 29 m langer und 13 m breiter Erddamm, der bis zu 1 m hoch war und in der Mitte einen Sattel aufwies. Auf den beiden Kuppen lagen drei große Steine, von denen der im Südosten ein Deckstein gewesen sein kann. Allgemeine Richtung des Hügels Nordwest-Südost“. Unverändert. Nach Nordwesten flach auslaufend. Einkuhlungen an der Oberfläche; im Südosten runde Eingrabung von ca. 4 m Dm. und 0,5 m T. mit Granitbruchstück im Zentrum. Weiterer Granitfindling von ca. 1,2 x1,2 m im Erdmantel am Südost-Ende; von Sprockhoff als möglicher Deckstein angesprochen. | 28920925 |      |

## Priesseck
| Lage                         | Bezeichnung           | Beschreibung | ID                              | Bild |
| ---------------------------- | --------------------- | --- | ------------------------------- | ---- |
| 52° 57′ 47″ N, 10° 56′ 56″ O | Priesseck 1, Landwehr | Laut der Kurhannoverschen Landesaufnahme (Blatt 87 Lüchow von 1776) betrug die Länge des Landwehrabschnittes in der Gmkg. Priesseck gut 0,7 km. Erhalten ist im Süden ein Teilstück von ca. 215 m L. mit zwei Wällen und dazwischen liegendem Graben; Wall-Br. jeweils ca. 6 m, H. bis 0,8 m, z.T. mit kleineren Eingrabungen und Tierbauen; Graben-Br. bis 5 m, T. bis 1,0 m. Etwa 300 m weiter nördlich ist noch ein Abschnitt von ca. 110 m L. vorhanden. Er besteht ebenfalls aus zwei Wällen mit dazwischen liegendem Graben; Wall- und Graben-Br. jeweils 6 m, H. bis 1,0 m, T. ca. 1,0 m. An den westlichen Wall grenzt im Westen ein kleiner Materialentnahmegraben. Der östliche Wall ist seitlich von einem Acker angeschnitten und läuft im Norden aus. Weiter nördlich sowie zwischen den beiden Teilstücken ist die Anlage obertägig zerstört. | 35526978/1/-/ 28921425 35526978 | BW   |

## Quartzau
| Lage                         | Bezeichnung           | Beschreibung | ID       | Bild |
| ---------------------------- | --------------------- | --- | -------- | ---- |
| 52° 55′ 53″ N, 10° 54′ 12″ O | Quartzau 2, Grabhügel | Ehemals annähernd rund, Dm. ca. 18 m. Hügel teilweise abgetragen bzw. zusammengeschoben. Resthöhe jetzt bis 0,8 m. Im Westen durch einen Grenzgraben, im Süden durch einen Waldweg angeschnitten. Im Nord-Bereich weite Einsenkung mit abgelagerten Steinen. | 35508808 | BW   |
| 52° 55′ 53″ N, 10° 54′ 11″ O | Quartzau 3, Grabhügel | Annähernd rund, Dm. ca. 8 m, H. bis 0,5 m. Stößt im Süden an Grabhügel FStNr. 4. | 35508819 | BW   |
| 52° 55′ 53″ N, 10° 54′ 12″ O | Quartzau 4, Grabhügel | Annähernd rund, Dm. ca. 7 m, H. ca. 0,4 m. Stößt im Norden an Grabhügel FStNr. 3. | 35508825 | BW   |

## Reddereitz
| Lage                         | Bezeichnung                 | Beschreibung | ID       | Bild |
| ---------------------------- | --------------------------- | --- | -------- | ---- |
| 52° 57′ 39″ N, 10° 54′ 21″ O | Reddereitz 1, Großsteingrab | Nach Sprockhoff (1929) „Steinkammer in rundem Hügel von 15 m Dm. In einer tiefen Eingrabung in der Mitte liegt ein großer Stein, vielleicht Deckstein. Außerdem Bruchstücke eines weiteren großen Steines, wohl von einem anderen Deckstein stammend“. 1990 unverändert; Höhe des Hügelkranzes 1 m; Eingrabung von ca. 8 × 4 m und 1 m Tiefe. | 28901115 |      |